# بوراك العجين
بوراك العجين هو نوع من المقبلات التقليدية في الجزائر.

## الوصف
بوراك العجين هو نوع من المعجنات المحشوة باللحم المفروم والتوابل. ما يميز هذا الطبق هو أنه يُحضَّر باستخدام عجينة القشرة القصيرة بدلاً من عجينة الطوب، مما يفسر أصل اسمه. كلمة "بوراك" في اللغة العربية الجزائرية تعني "سفينة شراعية"، أما كلمة "العجين" فتعني ببساطة "العجين".

## عملية التحضير
تحظى هذه المقبلات بشعبية كبيرة على مائدة إفطار رمضان، وغالبًا ما يُقدَّم بوراك العجين إلى جانب الشوربة.
1. 1 2 3  Le livre de la cuisine d'Algérie. SNED. 1981. ISBN:2201016488. 62
2. ↑  Dominique, Auzias. Guide Algérie 2024/2025 Petit Futé (بالفرنسية). Petit Futé. ISBN:978-2-305-08364-3. Retrieved 2025-03-10.